# الجدول الزمني لحرب غزة 2012
الحرب على غزة 2012 التي أطلقت عليها إسرائيل اسم عملية عامود السحاب حرب استمرت ثمانية أيام شنها الجيش الإسرائيلي على قطاع غزة الذي تسيطر عليه حماس، وبدأت في 14 نوفمبر 2012 بقتل أحمد الجعبري، رئيس الجناح العسكري لحماس في غزة نتيجة غارة جوية إسرائيلية.

## الجدول الزمني

### 10 نوفمبر
وبحسب الحكومة الإسرائيلية، بدأت جولة التصعيد التي أدت إلى العملية في 10 نوفمبر/تشرين الثاني عندما أصاب صاروخ مضاد للدبابات من غزة سيارة جيب تابعة للجيش الإسرائيلي بالقرب من معبر كارني، مما أدى إلى إصابة أربعة جنود، اثنان منهم بجروح خطيرة. كما استشهاد
أربعة شبان فلسطينيين تتراوح أعمارهم بين 16 و18 عامًا في غارة جوية إسرائيلية على ملعب رياضي أثناء لعبهم كرة القدم. ولقي ناشطان من غزة حتفهما خلال غارات جوية اسرائيلية لاحقة.
انفجار ناجم عن عبوات ناسفة وقع بالقرب من الجنود الإسرائيليين على الجانب الإسرائيلي من نفق يمر تحت الجدار الإسرائيلي في الضفة الغربية.

### 11 نوفمبر
استمر إطلاق الصواريخ وقذائف الهاون على إسرائيل وازداد في اليوم التالي، حيث أُحصي 64 صاروخا في 11 نوفمبر / تشرين الثاني. أُطلق صواريخ ذات مدى أطول وتفاقم الضرر الذي لحق به، وأصيب عدد من المدنيين الإسرائيليين بجروح جراء إطلاق الصواريخ، كما أصيب العديد منهم بالصدمة ووقعت أضرار جسيمة في الممتلكات.[بحاجة لمصدر مستقل]

### 12 نوفمبر
أُطلق 21 صاروخا على إسرائيل من غزة.[بحاجة لمصدر مستقل]

### 13 نوفمبر
حتى 13 تشرين الثاني (نوفمبر)، أُطلق 121 صاروخاً باتجاه الأراضي الإسرائيلية، بالإضافة إلى عدد من قذائف الهاون.[بحاجة لمصدر مستقل]

### 14 نوفمبر (بدء عملية عمود الدفاع)

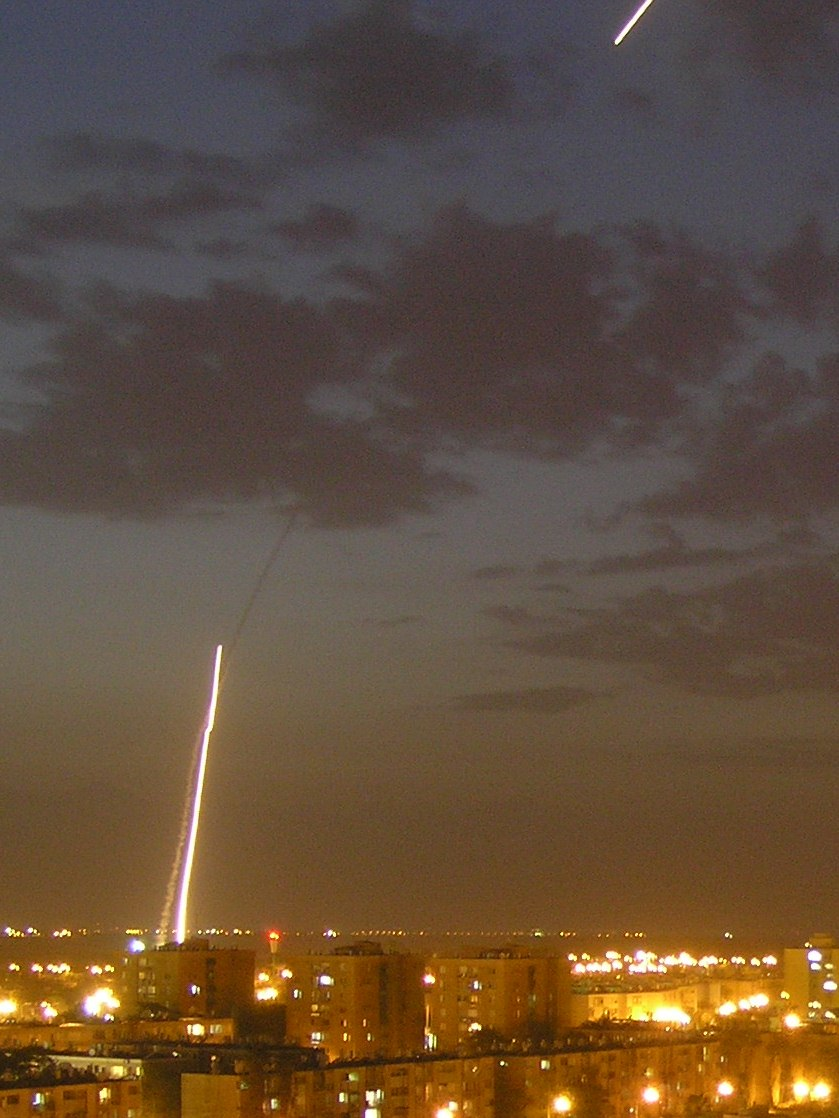
القبة الحديدية تعترض صاروخاً فوق منطقة مأهولة بالسكان في إسرائيل خلال اليوم الرابع للعملية

في حوالي الساعة 4:00 مساءً (بتوقيت إسرائيل)، اغتال سلاح الجو الإسرائيلي، رئيس الجناح العسكري لحركة حماس، أحمد الجعبري، المطلوب من قبل إسرائيل بتهمة التخطيط لسلسلة من الهجمات الفتاكة و«أنشطة إرهابية استمرت عقدًا من الزمان». ادعى أسامة حمدان، ممثل حماس في لبنان، أن الغارة الجوية قتلت أيضًا نجل الجعبري. سرعان ما تبين أن ادعاء حمدان كاذب. نشر الجيش الإسرائيلي مقطع فيديو لهذه الغارة الجوية. كما قصف الجيش الإسرائيلي 20 هدفا لحماس في قطاع غزة، بما في ذلك قاذفات صواريخ تحت الأرض ومستودع ذخيرة يخزن صواريخ إيرانية الصنع بعيدة المدى من طراز فجر -5.[بحاجة لمصدر مستقل] وقال الجيش الإسرائيلي إن العديد من مواجهات الأسلحة المستهدفة كانت في مناطق سكنية وأثبتت «نمط استخدام حماس للسكان في غزة دروعًا بشرية». تزعم إسرائيل أنها دمرت معظم هذه القدرة بعيدة المدى. وقال متحدث باسم الجيش الإسرائيلي إن الهدف من العملية هو «إعادة الهدوء إلى جنوب إسرائيل و... ضرب المنظمات الإرهابية». في الوقت نفسه، قال متحدثون إسرائيليون إنها ستحاول «تجنب وقوع إصابات في صفوف المدنيين».
استشهد 10 أشخاص بينهم طفلان في قصف اسرائيلي. استشهد عمر مشراوي البالغ من العمر 11 شهرًا، نجل جهاد مشراوي، محرر فيديو بي بي سي العربية المقيم في غزة، عندما فشل صاروخ فلسطيني أطلق باتجاه إسرائيل وانفجر مرة أخرى في غزة.
واصل مسلحون من غزة إطلاق الصواريخ على مدن إسرائيلية، بئر السبع السبع وأشدود وأوفكيم وشعار هنيغف والمجلس الإقليمي أشكول. أجرى نظام الدفاع الصاروخي القبة الحديدية 130 عملية اعتراض. أُطلق حوالي 55 صاروخا مساء يوم 14 تشرين الثاني، من بينها صاروخ غراد أطلق باتجاه مركز الأبحاث النووية في النقب بالقرب من ديمونا. في ليلة 14 نوفمبر، أعلن رئيس الوزراء بنيامين نتنياهو أن مجلس الوزراء الإسرائيلي سمح باستدعاء جزئي لجنود الاحتياط في حالة الحاجة إليهم للقيام بعملية برية كبيرة.
وأكد الجيش المصري أن الجماعات المسلحة أطلقت أربعة صواريخ من سيناء باتجاه إسرائيل في منطقة لها تاريخ في الأشهر الثمانية عشر الماضية من إطلاق النار عبر الحدود وإطلاق الصواريخ.
وأكدت الأمم المتحدة مقتل مروان أبو القسوم، مدرس في وكالة غوث وتشغيل اللاجئين التابعة للأمم المتحدة، في سيارته بالقرب من موقع غارة جوية. وأصيب شقيقه الذي كان معه بجروح بليغة.

### 15 نوفمبر

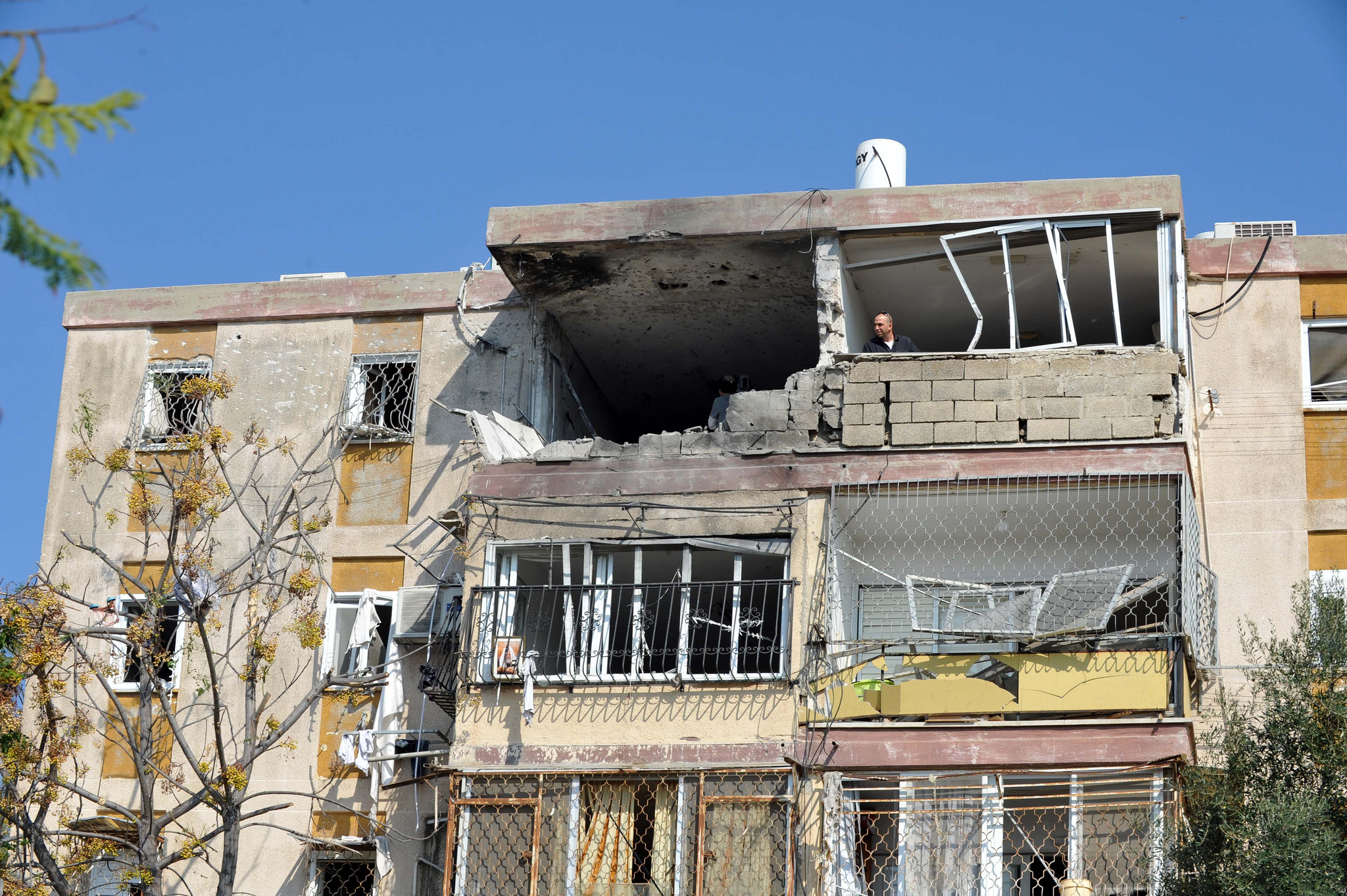
مبنى سكني إسرائيلي في كريات ملاخي أصيب بصواريخ من غزة

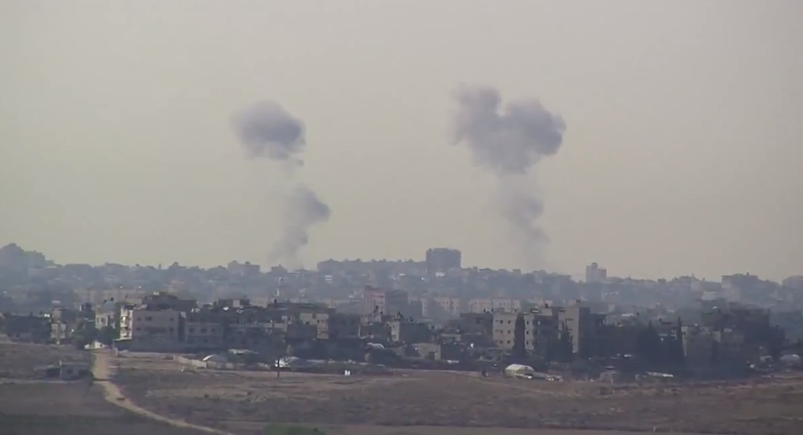
تصاعد الدخان في غزة بعد تعرضها لغارات جوية إسرائيلية

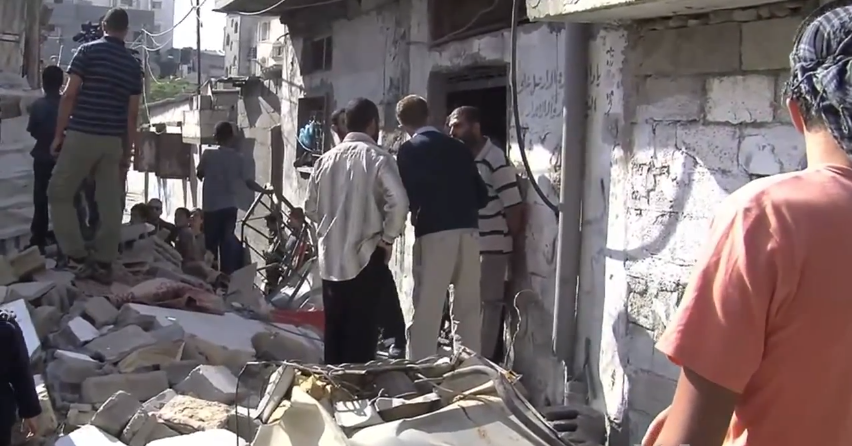
منزل في غزة دمره القصف الإسرائيلي

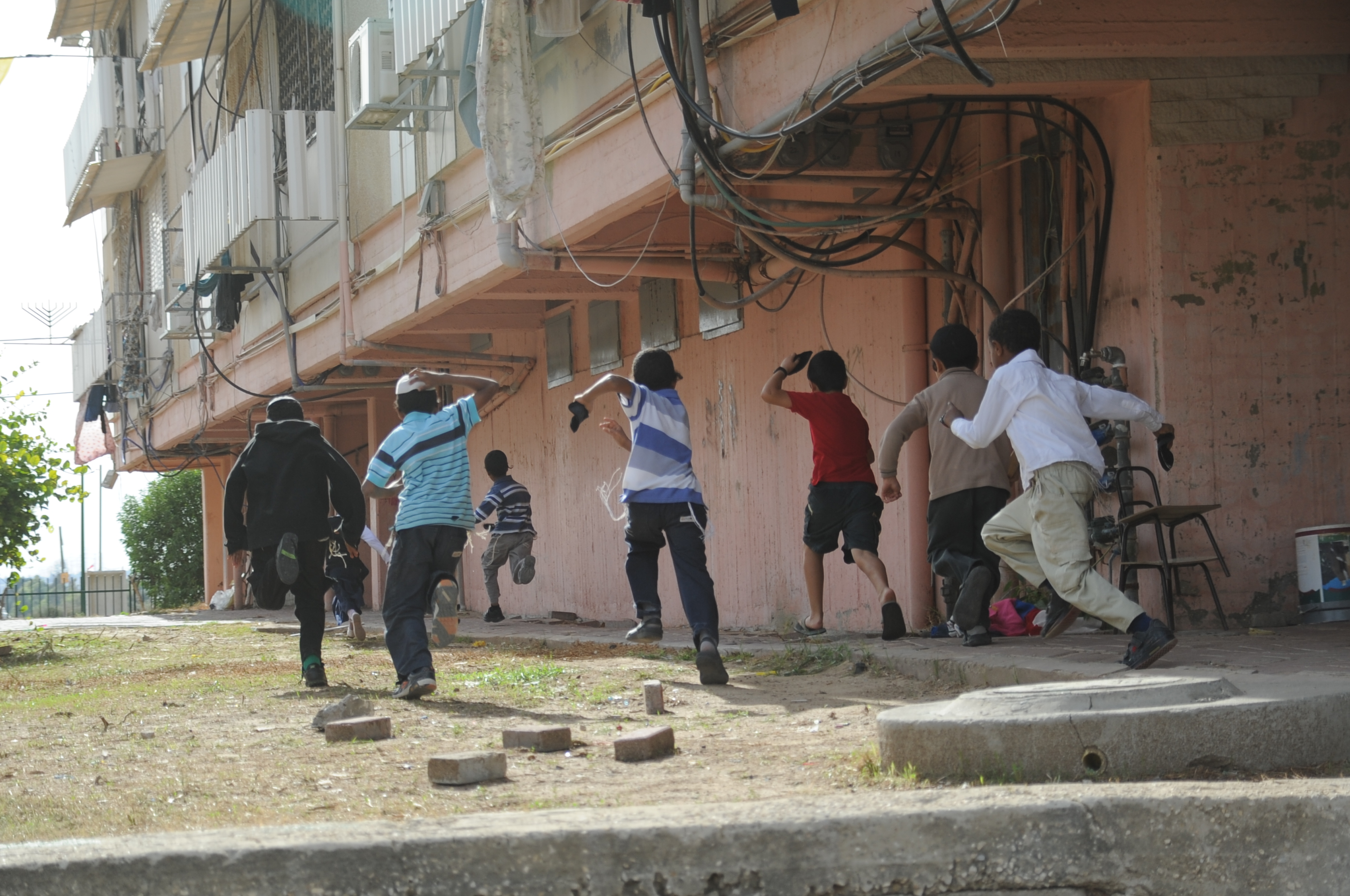
أطفال من بلدة كريات ملاخي الإسرائيلية يركضون بحثًا عن ملجأ أثناء إطلاق الصواريخ من غزة

واصلت إسرائيل هجومها خلال الليل، حيث نفذت أكثر من 100 غارة على أهداف في غزة. وصرح ناطق باسم الجيش الإسرائيلي أن سبعة مسلحين قتلوا في الهجمات التي وقعت خلال الليل.
وفي 15 تشرين الثاني / نوفمبر، عولج 13 إسرائيليا من الإصابات التي لحقت بهم في الصباح. ثلاثة إسرائيليين، رجلين وامرأة، قتلوا عندما أصاب صاروخ مبنى من أربعة طوابق في كريات ملاخي. عالج مسعفو نجمة داوود الحمراء خمسة جرحى في مكان الحادث، بمن فيهم طفل يبلغ من العمر 11 شهرا أصيب بجروح خطيرة. وأُطلقت خمسة صواريخ أخرى على البلدة بينما حاولت خدمات الطوارئ إنقاذ المحاصرين داخل الحطام. وقصفت الصواريخ مسكنا في أشدود ومدرسة في أوفاكيم. خلال الصباح واصل سلاح الجو الإسرائيلي طلعات جوية على حد سواء لتحديد وتدمير أهداف في قطاع غزة. وشملت الهجمات غارة جوية على خان يونس، في جنوب قطاع غزة، أدت إلى إصابة أربعة أشخاص بينهم امرأة وطفلان، وفقا لمصادر فلسطينية.
سقط صاروخان نوع فجر في ضواحي مدينة تل أبيب. ولم ترد أنباء عن وقوع إصابات. كانت هذه هي المرة الأولى التي تُستهدف فيها غوش دان بالصواريخ منذ حرب الخليج، عندما أطلق صدام حسين عددًا من صواريخ سكود على إسرائيل. في ليلة 15 نوفمبر / تشرين الثاني، شن سلاح الجو الإسرائيلي سلسلة من 70 عملية قصف لتدمير ما قال إنه قاذفات صواريخ متوسطة المدى تحت الأرض. وقالت مصادر فلسطينية إن 15 شخصا قتلوا في غارات جوية على غزة، بينهم خمسة نشطاء وطفلين خلال الغارات الجوية.
الأردن، وروسيا، وتركيا يدينون استخدام إسرائيل القوة بشكل غير متناسب، و محمود عباس يدعو إلى عقد اجتماع طارئ للجامعة العربية .

### 16 نوفمبر
قام رئيس الوزراء المصري هشام قنديل بزيارة لقطاع غزة في 16 تشرين الثاني (نوفمبر). كان هدفه الرسمي من الزيارة «إظهار التضامن مع الشعب الفلسطيني». رتب لوقف إطلاق النار لمدة 3 ساعات لاستيعاب زيارته. أُطلق حوالي 50 صاروخًا من قطاع غزة أثناء هذه النافذة إلى مواقع في جنوب إسرائيل. وقالت حماس إن الجيش الإسرائيلي قصف منزل قائد لحماس في غزة أثناء وقف إطلاق النار، وهو أمر نفاه الجيش الإسرائيلي بشدة، واتهمت حماس بانتهاك وقف إطلاق النار.
استشهد الطفل الغزاوي محمد سعد الله في الرابعة من عمره إثر انفجار في عنزلة. في البداية صرحت حماس أنها ناجمة عن قنبلة إسرائيلية. لكن خبراء من المركز الفلسطيني لحقوق الإنسان فحصوا الموقع ورأوا أن الانفجار نجم عن صاروخ فلسطيني. اعترفت والدة الصبي أن أي من الحالتين يمكن أن يكون ممكنًا. ووفقًا لصحيفة نيويورك تايمز، فإن "الضرر لم يكن قريبًا من الخطورة بما يكفي لحدوثه من طائرة إسرائيلية من طراز إف-16، مما يزيد من احتمال أن يكون صاروخًا خاطئًا أطلقه مسلحون فلسطينيون هو المسؤول عن الوفيات". ونفت إسرائيل أنها نفذت أي هجمات في المنطقة في ذلك الوقت. وذكرت وكالة أسوشيتيد برس أنه «لم يشاهد أحد على ما يبدو الضربة» وأن «مسؤولي الأمن المحليين سرعان ما أخذوا ما تبقى من القذيفة، مما جعل من المستحيل التحقق من الجهة التي أطلقها». وصُور رئيس الوزراء المصري وهو يرفع الجثمان قائلا «الفتى الشهيد ... شيء لا يمكننا السكوت عنه» قبل أن يعد بالدفاع عن الشعب الفلسطيني.
وحتى مساء يوم 16 تشرين الثاني (نوفمبر)، أُطلق حوالي 500 صاروخ من غزة. اعترضت القبة الحديدية 184 من هؤلاء. وقصفت إسرائيل في هذه المرحلة حوالي 500 هدف في غزة. أطلق نشطاء فلسطينيون صاروخا استهدف غوش عتصيون وأطلق صفارات الإنذار في القدس المجاورة. أصاب صاروخ منزلا في أشدود مما أسفر عن إصابة خمسة مدنيين إسرائيليين.
وفي ذلك المساء أيضًا، وافق مجلس الوزراء الإسرائيلي على توسيع الحد الأقصى لاستدعاءات الاحتياط من 30 ألفًا إلى 75 ألفًا. قال وزير الخارجية أفيغادور ليبرمان إن الحكومة لا تفكر في الإطاحة بالحكومة التي تقودها حماس في غزة.
اغتيال أحمد أبو جلال، أحد القادة في كتائب عز الدين القسام، في هجوم للقوات الإسرائيلية بالقرب من مخيم المغازي للاجئين مع ثلاثة قتلى أيضاً من كتائب القسام من بينهم شقيق أبو جلال.
مقتل خالد الشاعر، أحد أعضاء كتائب عز الدين القسام، في دير البلح بصاروخ أطلقته القوات الإسرائيلية على دراجة نارية تقلّه.

### 17 نوفمبر

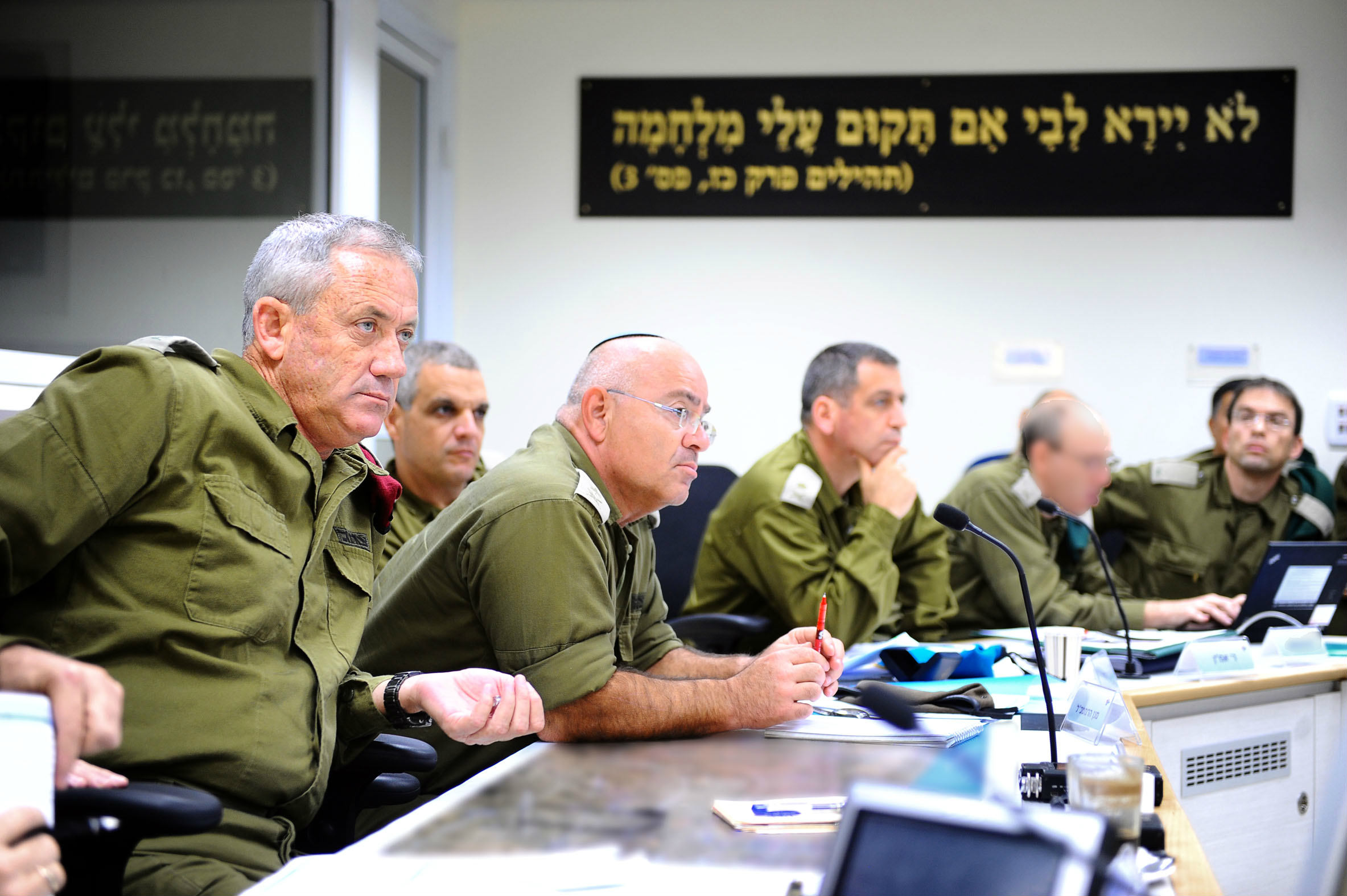
رئيس أركان الجيش الإسرائيلي، اللفتنانت جنرال. بيني جانتز، وكبار الضباط في تقييم للوضع فيما يتعلق بالعملية، 17 نوفمبر.

وسع الجيش الإسرائيلي أهدافه في الهجوم من الأهداف العسكرية لتشمل مواقع تابعة لحركة حماس، دمرت غارة جوية إسرائيلية مبنى مكتب رئيس وزراء حماس إسماعيل هنية في غزة. أنقذ 30 شخصا من تحت أنقاض المبنى.
أفادت منظمة الصحة العالمية أن «مستشفيات غزة غارقة في ضحايا القصف الإسرائيلي وتواجه نقصًا حادًا في الأدوية والمستلزمات الطبية». وبحسب مسؤولي وزارة الصحة في غزة، فإن «382 شخصاً أصيبوا بجروح منهم 245 بالغًا و137 طفلاً». أعلنت وزارة الدفاع الإسرائيلية أنها ستفتح معبر كرم أبو سالم الحدودي للسماح بوصول الإمدادات المدنية إلى غزة.
وأوضح وزير الداخلية الإسرائيلي، إيلي يشاي، أن الهجوم يهدف إلى «إعادة غزة إلى العصور الوسطى» من خلال تدمير البنية التحتية، بما في ذلك الطرق والآبار.
أُطلق أكثر من 70 صاروخا على جنوب إسرائيل. وفقا لنجمة داوود الحمراء أصابت الهجمات الصاروخية الفلسطينية ستة عشر إسرائيليا وعولج عشرين إسرائيليا من الصدمة. واعترضت القبة الحديدية صاروخين من طراز فجر-5 استهدفا تل أبيب. كما سقط صاروخان خارج القدس. وأصيب منزل في أشدود مباشرة، مما أسفر عن إصابة خمسة مدنيين إسرائيليين. وأطلق صاروخان على ريشون لتسيون وألحقت القذائف أضرارًا بمنازل في إشكول وبئر توفيا؛ وسقط صاروخ بالقرب من قرية فلسطينية في الضفة الغربية وألحق أضرارا بممتلكات.
وفقا لشبكة سي إن إن، فإن الحكومة الإسرائيلية تنقل الدبابات والجنود استعدادا لما يمكن أن يكون غزوا بريا لغزة. وفي الضفة الغربية، أدت عدة مظاهرات دعما لغزة إلى إصابة عشرات المحتجين واعتقال العديد منهم على يد القوات الإسرائيلية.
زار رفيق عبد السلام، وزير الخارجية التونسي قطاع غزة، لتقديم المساندة لأهاليها في ظل الاعتداءات الإسرائيلية على القطا،. ودعا العالم إلى وقف «العدوان السافر» الإسرائيلي على غزة، قائلاً إنه «لم يعد مقبولاً أو قانونياً بأي معيار».
وفي القاهرة أجري محمد مرسي محادثات مع رجب طيب أردوغان، وأمير قطر الشيخ حمد بن خليفة آل ثاني وخالد مشعل عن حماس ورمضان شلّح عن حركة الجهاد الإسلامي.
مقتل أسامة القاضي، أحد أعضاء كتائب عز الدين القسام، في رفح بصاروخ أطلقته القوات الإسرائيلية على دراجة نارية تقلّه، ومقتل رجل آخر.

### 18 نوفمبر
واصلت إسرائيل قصفها لقطاع غزة، ولأول مرة أطلقت السفن الإسرائيلية قذائفها أيضًا. قتل الجيش الإسرائيلي رئيس برنامج الصواريخ التابع لحماس، يحيى بييا، الذي كان، بحسب مصادر الجيش الإسرائيلي، مسؤولاً عن معظم الهجمات الصاروخية. وأصاب جيش الاحتلال الإسرائيلي مبنيين يؤويان صحفيين. الأول كان يضم سكاي نيوز وصحفيين دوليين آخرين. لم يصب أحد. وتعرض برج إعلامي آخر للقصف، مع ورود أنباء عن إصابة 7 صحفيين فلسطينيين. يحتوي البرج، المعروف باسم مجمع الشروق، على مكاتب قناة القدس، سكاي نيوز، إيه آر دي، تلفزيون الكويت، راي، وآي تي إن، وقد استخدمته البي بي سي في السابق. قال الجيش الإسرائيلي إنه استهدف أجهزة اتصالات تابعة لحماس موضوعة على أسطح مبنيين إعلاميين. وزعمت أن حماس كانت تستخدم الصحفيين دروعًا بشرية. أصدرت منظمة مراسلون بلا حدود (منظمة غير حكومية دولية تركز على قضايا حرية الصحافة) إدانة شديدة للهجمات. ووصف كريستوف ديلوار، مدير منظمة مراسلون بلا حدود، الهجمات بأنها غير مبررة وتشكل تهديدًا لحرية المعلومات، مشيرًا إلى أنه «على الرغم من أن المنافذ المستهدفة مرتبطة بحماس، إلا أنها لا تضفي الشرعية على الهجمات». أسفرت الهجمات عن إصابة خمسة أشخاص. فقد أحد المصورين ساقه. ورد المقدم أفيتال ليبوفيتش بدعوة الصحفيين إلى تجنب المناطق التي يوجد بها أي وجود لحماس على الإطلاق، في حين صرح مسؤول حكومي إسرائيلي آخر بأن مكاتب كل من القدس والأقصى هي أهداف عسكرية مشروعة. قال سام كيلي، مراسل سكاي نيوز الذي كان حاضراً أثناء الهجوم، إن هناك `` سببًا لعدم تصديق'' الرواية الإسرائيلية الرسمية للحادث، وأنه يعتقد أن الحادث يوضح أنه لا يمكن لأي مدني في غزة أن يشعر بالأمان. كما أصدرت رابطة الصحافة الأجنبية بيانا أعربت فيه عن قلقها بشأن الإضراب، وأشارت إلى بيان لمجلس الأمن الدولي يدين جميع الاعتداءات على الصحفيين في مناطق القتال.
أُطلقت صواريخ من غزة باتجاه تل أبيب اعترضتها القبة الحديدية لتل أبيب. وبحسب تلفزيون حماس، كانت كتائب القسام مطلقة الصواريخ. أطلقت عدة صواريخ على جنوب إسرائيل، أصاب أحدها مبنى في عسقلان مما أدى إلى إصابة شخصين. اعترضت القبة الحديدية صاروخين آخرين أطلقوا على المدينة. وأصيب عامل إنقاذ في العشرينات من عمره من شاعر هنيغف بجروح خطيرة جراء سقوط صاروخ على المنطقة. سقطت ثلاثة صواريخ على مدينة بئر السبع ومنزل في سديروت. أصاب صاروخان أشدود بعد أن تعرضت لإطلاق صاروخ كبير. وفي أوفاكيم سقط صاروخ على سيارة مما أدى إلى إصابة خمسة أشخاص بينهم زوجان وابنتهم البالغة من العمر عامين. إصابة سيدة مسنة بشظايا صاروخ سقط على مبنى في المدينة. سقطت ثلاثة صواريخ في منطقة اشكول.
سهّلت إسرائيل مرور ثمانين شاحنة محمّلة بالإمدادات الطبية والمواد الغذائية إلى قطاع غزة عبر معبر كرم أبو سالم. وقالت وزارة الخارجية الإسرائيلية إن حماس رفضت السماح لـ 22 أجنبياً بمغادرة قطاع غزة، بينهم تسعة مواطنين إيطاليين وكندي وكوري جنوبي وفرنسي وستة صحفيين من اليابان واثنين من أعضاء الهلال الأحمر التركي. واتهمت إسرائيل حماس بالتلاعب والضغط على الصحافة.
وقال بنيامين نتنياهو لمجلس وزرائه إن الجيش الإسرائيلي مستعد «لتوسيع كبير للعملية». قال وزير الخارجية البريطاني ويليام هيغ لشبكة سكاي نيوز إن الهجوم البري سيفقد إسرائيل الكثير من الدعم الدولي، لكنه ألقى باللوم على حماس في التحريض على الصراع وحثها على وقف إطلاق الصواريخ.
استشهدت فتاة تبلغ من العمر 13 عاما وعمها في قصف للبحرية الإسرائيلية أثناء جلوسهما على الشاطئ بالقرب من مدينة غزة. لقيت طالبة أخرى مصرعها جراء غارة جوية إسرائيلية على منطقة مفتوحة في مدرسة الشاطئ الإعدادية للبنات التابعة للأونروا. تسببت الضربة في وفاة أخرى. ووردت أنباء عن إصابة ستة آخرين، من بينهم كاتبة في المدرسة.
أبلغت وزارة الصحة في غزة حتى 17 نوفمبر عن مقتل 38 شخصاً: منهم 27 من البالغين بينهم امرأتان، و11 طفلاً دون الثامنة عشرة. وبلغ عدد الجرحى في غزة 382: منهم 245 من البالغين بينهم 76 امرأة، و137 طفلاً.
مقتل أحمد النحّال، أحد أعضاء كتائب عز الدين القسام، في مخيم الشاطئ للاجئين بصاروخ أطلقته القوات الإسرائيلية على منزله، ومقتل اثنين من المارة.

#### وفيات عائلة الدلو
في حي ناصر، دمر صاروخ إسرائيلي منزل عائلة جمال محمود ياسين الدلو، 52 عامًا، مما أسفر عن مقتل اثني عشر شخصًا: عشرة من أفراد عائلته، بينهم خمسة أطفال وامرأة مسنة، بالإضافة إلى اثنين من جيران العائلة، بما في ذلك امرأة مسنة أخرى - أعلى حصيلة قتلى نتيجة أي ضربة واحدة خلال العملية. استشهد 14 شخصًا آخر في الهجمات الأخرى في ذلك اليوم. وبحسب إسرائيل، كان الهدف هو يحيى رابية، قائد عمليات الصواريخ المزعوم. قال أحد أقارب عائلة الدلو إن الناس في المنطقة لم يسمعوا بالرجل من قبل. "لم أسمع مثل هذا الاسم (يحيى عباية) من قبل. وقال لرويترز «هذا هراء». يقول الجيش الإسرائيلي الآن عن الضربة أنها كانت متعمدة وأن الهدف كان محمد الدلو، ضابط الشرطة الذي توفي في الغارة. بعد التغيير في التفسير، اتهمته المتحدثة باسم الجيش الإسرائيلي أفيتال ليبوفيتش بأنه «ناشط إرهابي معروف تابع للجناح العسكري لحركة حماس»،  ععلى الرغم من أن جيران الأسرة يقولون إنه لا توجد صلة بين عائلة الدلو والجماعات المسلحة ووصف المركز الفلسطيني لحقوق الإنسان الضربة بـ«الاستهداف الصارخ للمدنيين». يعتبر ضباط الشرطة غير مقاتلين بموجب القانون الدولي.

### 19 نوفمبر
شنت إسرائيل هجمات على قطاع غزة قرب فجر يوم 19 نوفمبر. استشهد أربعة أشخاص، بينهم طفل يبلغ من العمر 4 سنوات وامرأتان، كلتاهما 19 عامًا، في حي الزيتون بمدينة غزة، عندما تعرضت منازل عائلة أبو زور وعائلة عزام وعائلة القطاطي للهجوم. كما أفاد مسعفون فلسطينيون أن رنا الشندي، 18 شهرًا، استشهدت في غارة للجيش الإسرائيلي في السرايا.
وذكر جيش الاحتلال الإسرائيلي أنه منذ بداية عملية "عمود السحاب"، أُطلق أكثر من 540 صاروخًا من غزة واعترض 290 صاروخًا أثناء تحليقها فوق مناطق مأهولة بالسكان في إسرائيل. أُطلق أكثر من 135 صاروخًا من غزة على مناطق في جنوب إسرائيل. دويت صفارات الإنذار مرة أخرى مع إطلاق عدة صواريخ على عسقلان. اعترض معظمها لكن صاروخين أصابا منزلا وساحة. وضرب آخر ساحة انتظار مدرسة. عولج ثلاثة أشخاص من الصدمة. واعترضت سبعة صواريخ باتجاه أشكلون وأشدود، وصاروخ آخر باتجاه بئر السبع. أصيب رجل (63 عاما) بشظايا في منطقة بني شمعون. وتعرضت منطقتي سديروت واشكول لنيران كثيفة، وسقطت صواريخ بالقرب من شاعر هنيغف. أصيبت امرأة بقذيفة هاون في منطقة اشكول. بُث على الهواء مباشرة على قناة الجزيرة الإنجليزية بينما كان أحد المراسلين يتكلم. ضرب وابل من الصواريخ مدينتي أشدود وغان يفنه. في وقت لاحق من اليوم، تعرضت مدرسة ثانية لصاروخ دمر المبنى بعد وابل من الصواريخ استهدفت عسقلان في المساء. قال رئيس البلدية بيني فاكنين إن الصاروخ، بعد تدمير السقف، "مزق فصلاً دراسياً بأكمله. وتناثرت مئات الشظايا المعدنية في ساحة المدرسة. لو كانت المدارس هنا مفتوحة لكنا شهدنا الكوارث. " عالج المسعفون الإسرائيليون ستة عشر ضحية مما رفع عدد الجرحى الذين عالجتهم نجمة داوود الحمراء إلى أكثر من 252 شخص. كما انفجرت الصواريخ بالقرب من أوفاكيم.
في الساعة الثانية صباحا بالتوقيت المحلي، أصيب مبنى يضم ثاني أكبر منشأة للشرطة في غزة بغارة جوية إسرائيلية. بُثت الغارة الجوية على الهواء مباشرة على سي إن إن والجزيرة الإنجليزية بينما كان مراسلوهم يكتبون التقارير.
قصف سلاح الجو الإسرائيلي أربعة من نشطاء الجهاد الإسلامي في مركز إعلامي في غزة، مجمع الشروق. أفاد الجهاد الإسلامي في فلسطين برسالة نصية أن أحد النشطاء البارزين، رامز حرب، قُتل في تلك الغارة الجوية في مدينة غزة. كما قتلت الغارة نفسها سالم بول سويليم، وهو نجار يبلغ من العمر 52 عامًا من الروم الأرثوذكس المسيحيين. ومقتل محمد شملخ، أحد أعضاء حركة الجهاد الإسلامي، في مدينة غزة بصاروخ أطلقته القوات الإسرائيلية على سيارة تقلّه.
تعرض حتى اليوم أكثر من خمسة وعشرين مسجداً في القطاع لأضرار متفاوتة.
إسرائيل ترفض مبادرة فرنسية- قطرية لوقف إطلاق النار.

### 20 نوفمبر

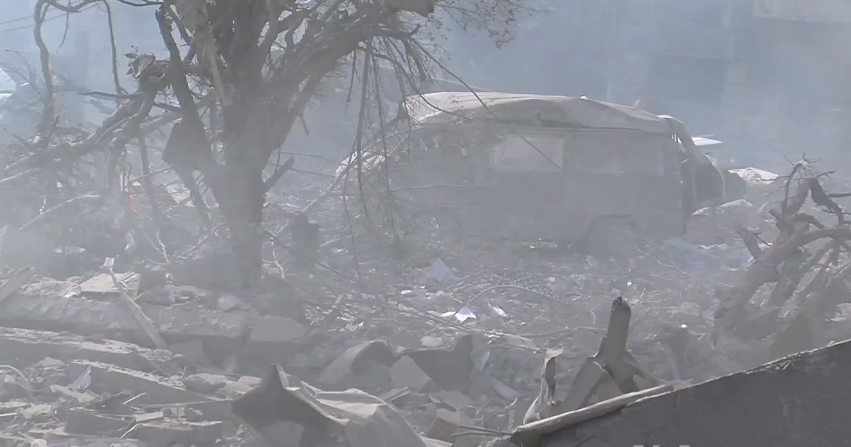
حطام مبنى حكومة حماس بعد غارة إسرائيلية

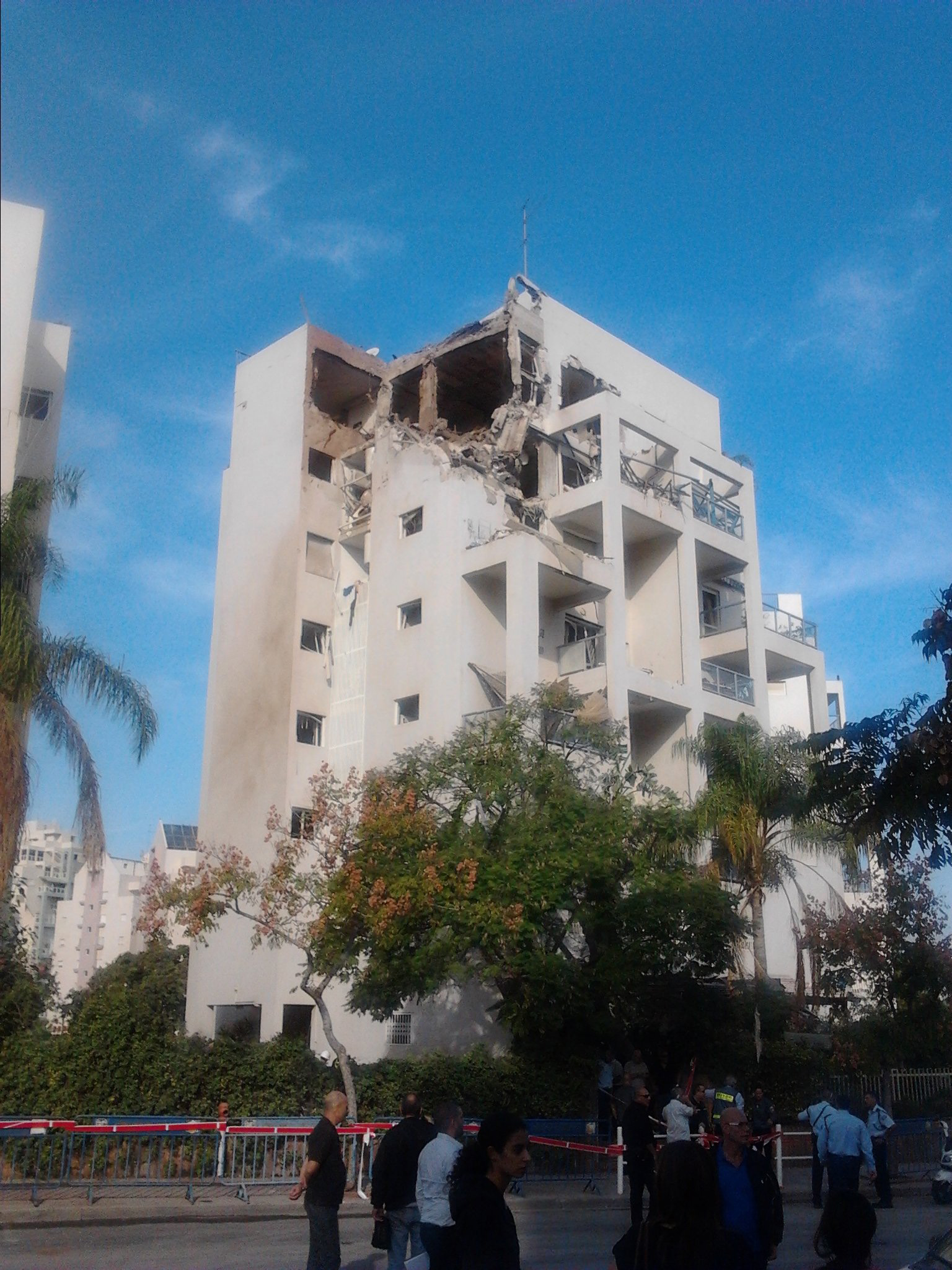
مبنى سكني في ريشون لتسيون أصيب بصاروخ فلسطيني

أُطلق أكثر من 80 صاروخًا باتجاه جنوب إسرائيل. قُتل مواطن بدوي إسرائيلي جراء إطلاق صواريخ فلسطينية على قرية رجوان البدوية في النقب. أطلق مسلحون فلسطينيون 18 صاروخا على بئر السبع. اعترضت القبة الحديدية 9 صواريخ على الأقل، بينما سقط ثلاثة في المدينة. سقط أحدهما بالقرب من حافلة أصيبت بشظايا، وألحق آخر أضرارًا بسيارة، وسقط الثالث في ملعب لكرة القدم. كما أطلقت قذائف صاروخية باتجاه عسقلان.اعترض أحدهما وسقط الآخر في منطقة مفتوحة. نقل مركز برزيلاي الطبي في المدينة غرفة الطوارئ الخاصة به إلى قبوها المحصن بعد سقوط شظايا صاروخ بالقرب من جناح الولادة بالمستشفى. كما أطلقت صواريخ على أوفاكيم. وللمرة الثانية، انطلقت صفارات الإنذار في القدس، وأطلق صاروخان باتجاه المدينة، لكنهما سقطا في منطقة مكشوفة بالضفة الغربية بين قريتين فلسطينيتين. وسقطت عشرات الصواريخ على كريات ملاخي وسديروت وأشدود. وأطلق ثلاثة عشر صاروخا باتجاه مجلس إشكول الإقليمي، ما أسفر عن مقتل جندي إسرائيلي منتشر في محيط غزة ومدنيا إسرائيليا. في وقت لاحق من اليوم، سقط صاروخ على إشكول مما أدى إلى إصابة خمسة أشخاص. أُطلق صاروخين باتجاه القدس. ضرب صاروخ مبنى من ستة طوابق في ريشون لتسيون مما أدى إلى إصابة أربعة أشخاص.
وقصفت الطائرات والمدفعية الإسرائيلية إحدى عشرة خلية مسلحة وثلاثين قاذفة صواريخ في غزة. قُتل ثلاثة من مقاتلي حماس، اثنان منهم متورطان في هجمات صاروخية. أفادت الأنباء أن الجيش الإسرائيلي دمر 50 نفقاً لتهريب الأسلحة منذ بدء العملية. هاجمت طائرات بدون طيار سيارتين في صبرا بغزة، مما أسفر عن مقتل ستة، أصيب بعضهم بجروح يتعذر التعرف عليها. وقتل أربعة أشخاص في شارع بغداد بغزة. وفي حي الزيتون بغزة، استشهد طفلان جراء غارات جوية إسرائيلية بينما كانا يلعبان كرة القدم.
قام مسلحو حماس في غزة بإعدام ستة فلسطينيين بتهمة التعاون مع إسرائيل. وبحسب مصدر أمني في حماس نقلته إذاعة الأقصى التابعة لحماس، فقد «قُبض على الرجال متلبسين» ومعهم كاميرات ومعدات عالية التقنية. قُيدت جثة أحد المتعاونين المزعومين بدراجة نارية وسحلت في الشوارع.
في الضفة الغربية، احتج الفلسطينيون على الهجمات الإسرائيلية في عدة مواقع. في بعض الحالات، ألقى المتظاهرون الحجارة والزجاجات الحارقة على قوات الجيش الإسرائيلي ودرك شرطة حرس الحدود، الذين ردوا بوسائل تفريق الحشود. قُتل فلسطيني في حلحول بعد أن هاجم جنديًا، وأصيب فلسطيني آخر برصاصة أثناء قيامه بإلقاء زجاجة حارقة على أحد الأحياء الإسرائيلية في الخليل. إضافة إلى ذلك، رشق فلسطينيون المركبات المدنية الإسرائيلية، وحاولوا قطع الطريق، ووضعوا الحجارة التي ألحقت أضرارا بالسيارات المدنية.
قصفت إسرائيل المبنى الذي يضم مكتب وكالة فرانس برس. ووردت أنباء عن سقوط ثلاثة صواريخ على المبنى. لم يصب أحد. يقول الجيش الإسرائيلي إنهم استهدفوا مركز عمليات استخبارات حماس في الطابق السابع من المبنى. قتلت غارة صاروخية ثلاثة صحفيين فلسطينيين في سياراتهم. اثنان من الصحفيين مصوران لقناة الأقصى. وقتل صاروخ آخر عاملا في إذاعة القدس التعليمية بينما كان يقود سيارته. واعترفت إسرائيل بالهجوم، مدعية أن لديهم صلات بمسلحين وأنهم من نشطاء حماس.
وصلت وزيرة الخارجية الأمريكية هيلاري كلينتون إلى تل أبيب في زيارة لإسرائيل في محاولة لتحض إسرائيل لوقف إطلاق النار. وأجرت محادثات مع رئيس الوزراء الإسرائيلي بنيامين نتنياهو. ولم تجتمع مع حماس بسبب تصنيف الولايات المتحدة حماس منظمة إرهابية. أعلن الرئيس المصري محمد مرسي يوم 20 أنه ستكون هناك صفقة في ذلك اليوم. ومع ذلك، فشلت المحادثات واستمر العنف. وقال متحدث باسم حماس في وقت لاحق من تلك الليلة أن الصفقة باتت وشيكة.
الأمين العام للجامعة العربية نبيل العربي يزور رفح رفقة عشرة من وزراء الخارجية العرب تعبيراً عن التضامن مع الفلسطينيين.

### 21 نوفمبر
هاجمت الطائرات الإسرائيلية خلية مسلحة في غزة كانت تستعد لإطلاق صواريخ من حي جباليا. كما قصفت نشطاء في خان يونس كانوا يستعدون لإطلاق صواريخ على إسرائيل. أسفرت غارة جوية على مخيم النصيرات عن مقتل فتاة من غزة تبلغ من العمر 4 سنوات وإصابة والدتها. وقتل ستة أشخاص في غارات جوية على مدينة غزة. قتل رجل في الثمانين من عمره وحفيدته المراهقة في غارة على خان يونس. أصابت الضربات الجوية ثلاثة أنفاق وقاذفتا صواريخ تحت الأرض. قُتل فلسطينيان بعد وقت قصير من الإعلان وقبل وقت قصير من بدء وقف إطلاق النار رسميًا في الساعة 9 مساءً.
أُطلق 116 صاروخا من غزة على إسرائيل. وأصيب سبعة أشخاص بجروح اثر سقوط صاروخ على منطقة اشكول. أُطلق وابل من الصواريخ على سدوت النقب وسقط صاروخان على حوف عسقلان وشعار هنيغف. أطلقت عدة صواريخ باتجاه بئر السبع، أصاب أحدها منزلاً. استهدف صاروخان بني شمعون وسقط صاروخ على مبنى في نتيفوت مما أدى إلى إصابة شخص. انفجر صاروخ بالقرب من مبنى في أشدود وسقط صاروخان في منطقة بير توفيا مما أدى إلى إلحاق أضرار بمبنى وإصابة امرأة. وتضرر مكتب الجزيرة في مدينة غزة بعد أن أصابت غارة جوية مبنى حكومي قريب من أبو خضرة. كما تضرر مكتب وكالة أسوشيتد برس. تعرض المبنى الذي يضم مكتب وكالة الأنباء الفرنسية في مدينة غزة للهجوم مرتين. قتلت الغارة الثانية طفلاً يبلغ من العمر عامين كان في الحي.
أُجلت مباراة الدوري الأوروبي 2012-13 بين هبوعيل إيروني كريات شمونة وأتلتيك بيلباو التي كان من المقرر أن تقام في 22 نوفمبر في ملعب كيريات إليزير في حيفا بسبب الوضع الأمني المتوتر في المنطقة.
بعد أيام من المفاوضات بين حماس وإسرائيل، أعلن في 21 نوفمبر وقف إطلاق النار الذي توسطت فيه مصر. وقد أعلن كل من الطرفين فوزه. وقالت إسرائيل إنها حققت هدفها في شل قدرة حماس على إطلاق الصواريخ،  في حين أكدت حماس أن خيار إسرائيل لغزو غزة قد انتهى. ووفقًا لهيومن رايتس ووتش، فإن كلا الجانبين انتهكا قوانين الحرب خلال القتال.

#### تفجير حافلة تل أبيب
أدى انفجار في حافلة في تل أبيب إلى إصابة ما لا يقل عن 28 شخصًا، من بينهم ثلاثة إصاباتهم خطيرة. وقع الانفجار في منطقة بها العديد من مبانى المكاتب وحركة مرور المشاة كثيفة. أدى تفجير الحافلة إلى تعقيد جهود التوصل إلى هدنة، وكان أول تفجير ملحوظ في تل أبيب منذ عام 2006. أدانت الأمم المتحدة والولايات المتحدة والمملكة المتحدة وفرنسا وروسيا جميعًا الهجوم على المدنيين الذي وصفته إسرائيل بأنه هجوم إرهابي. واستنكر الامين العام للامم المتحدة بان كي مون الهجوم قائلا "لا توجد ظروف تبرر استهداف المدنيين". وقال البيت الأبيض إن «الهجوم الإرهابي اليوم» والهجمات ضد المدنيين الإسرائيليين الأبرياء كانت «شائنة»، ووصفت وزارة الخارجية الروسية الهجوم بأنه «عمل إرهابي إجرامي». وقال وزير الخارجية البريطاني في أعقاب الهجوم «نحن واضحون أنه يجب عدم السماح للإرهابيين بوضع جدول الأعمال». كما ندد وزير الخارجية الفرنسي بذلك قائلا إنه حدث خلال جهود لتأمين وقف إطلاق النار.
رفض خالد مشعل، زعيم حماس، بشكل قاطع أي صلة لهذا التفجير بجماعته. وأشاد الناطق باسم حماس، فوزي برهوم، بالهجوم ووصفه بأنه «رد طبيعي على جرائم الاحتلال والمجازر المستمرة بحق المدنيين في قطاع غزة» أشيد بتفجير الحافلة من مكبرات الصوت في مسجد في غزة وسمع إطلاق النار الاحتفالي عندما وردت أنباء عن التفجير. وعرض تلفزيون حماس أشخاصا يمتدحون الهجوم.

## روابط خارجية
- جدول زمني بشأن الهجوم الإسرائيلي على غزة، 2012 – الموسوعة التفاعلية للقضية الفلسطينية
- يوميات الحرب الإسرائيلية على قطاع غزة 14/11/2012 إلى 21/11/2012 – وكالة الأنباء والمعلومات الفلسطينية وفا